# John Eckert
John Wallace Eckert (* 13. März 1939 in New York City) ist ein US-amerikanischer Jazzmusiker (Trompete, Flügelhorn, auch Piccolotrompete, Posaune).
Eckert wuchs in New Jersey auf und spielte Trompete in der Schulband. Beeinflusst von der Musik Shorty Rogers’ und Chet Bakers kam er zum Jazz und gründete bereits während der Highschoolzeit eine Jazzband. Er erwarb 1961 den Bachelor of Music an der Eastman School of Music an der University of Rochester, an der North Texas State University und am Teacher’s College der Columbia University und arbeitete seitdem in den Bands von Stan Kenton, Si Zentner, Buddy Morrow (1964–66) und Maynard Ferguson (1966/67); von 1965 bis 1970 spielte er im American Brass Quintett (gleichnamiges Album bei MPS, 1969). Er arbeitete auch mit der Jazzrockband Ten Wheel Drive (Brief Replies, 1970), bei Joel Kaye, Eumir Deodato (Whirlwind, 1974), Simon & Garfunkel (Concert in Central Park, 1981), Louie Bellson, Benny Goodman, Gerry Mulligan, in der Sam-Jones-Tom -Harrell-Big-Band, ab 1984 im Toshiko Akiyoshi Jazz Orchestra sowie in der Bill Warfield Big Band. Ab den späten 1980er-Jahren gehörte er dem American Jazz Orchestra von Benny Carter und dem Loren Schoenberg Jazz Orchestra an; ab 1989 spielte er bei Buck Clayton. Zu hören ist er auch auf Plattenaufnahmen von Michael Mantler, Paul Desmond, Johnny Hammond, Jimmy Knepper, Lee Konitz, Esther Phillips, Bobby Short, Leon Thomas und  Chris Williamson.  Im Bereich des Jazz war er zwischen 1959 und 2015 an 81 Aufnahmesessions beteiligt.